# Yosuke Nozawa
Yosuke Nozawa (野澤 洋輔 Nozawa Yōsuke?, nacido el 9 de noviembre de 1979 en Shizuoka, Shizuoka) es un futbolista japonés que se desempeñaba como guardameta.

## Trayectoria

### Clubes
| Club                     | País     | Año         |
| ------------------------ | -------- | ----------- |
| Shimizu S-Pulse          | Japón    | 1998 - 1999 |
| Albirex Niigata          | Japón    | 2000 - 2008 |
| Shonan Bellmare          | Japón    | 2009 - 2011 |
| Matsumoto Yamaga FC      | Japón    | 2012 - 2014 |
| Albirex Niigata Singapur | Singapur | 2015 - 2018 |

## Estadística de carrera

### J. League
| Club                | Año   | J. League | J. League | Copa J. League | Copa J. League | Total | Total |
| Club                | Año   | Part.     | Goles     | Part.          | Goles          | Part. | Goles |
| ------------------- | ----- | --------- | --------- | -------------- | -------------- | ----- | ----- |
| Shimizu S-Pulse     | 1998  | 0         | 0         | 0              | 0              | 0     | 0     |
| Shimizu S-Pulse     | 1999  | 0         | 0         | 0              | 0              | 0     | 0     |
| Albirex Niigata     | 2000  | 0         | 0         | 0              | 0              | 0     | 0     |
| Albirex Niigata     | 2001  | 44        | 0         | 1              | 0              | 45    | 0     |
| Albirex Niigata     | 2002  | 43        | 0         | -              | -              | 43    | 0     |
| Albirex Niigata     | 2003  | 44        | 0         | -              | -              | 44    | 0     |
| Albirex Niigata     | 2004  | 19        | 0         | 6              | 0              | 25    | 0     |
| Albirex Niigata     | 2005  | 26        | 0         | 6              | 0              | 32    | 0     |
| Albirex Niigata     | 2006  | 10        | 0         | 2              | 0              | 12    | 0     |
| Albirex Niigata     | 2007  | 0         | 0         | 0              | 0              | 0     | 0     |
| Albirex Niigata     | 2008  | 2         | 0         | 2              | 0              | 4     | 0     |
| Shonan Bellmare     | 2009  | 51        | 0         | -              | -              | 51    | 0     |
| Shonan Bellmare     | 2010  | 18        | 0         | 1              | 0              | 19    | 0     |
| Shonan Bellmare     | 2011  | 0         | 0         | -              | -              | 0     | 0     |
| Matsumoto Yamaga FC | 2012  | 29        | 0         | -              | -              | 29    | 0     |
| Matsumoto Yamaga FC | 2013  | 6         | 0         | -              | -              | 6     | 0     |
| Matsumoto Yamaga FC | 2014  | 1         | 0         | -              | -              | 1     | 0     |
| Total               | Total | 293       | 0         | 18             | 0              | 311   | 0     |

## Palmarés

### Títulos nacionales
| Título    | Club            | País  | Año  |
| --------- | --------------- | ----- | ---- |
| J2 League | Albirex Niigata | Japón | 2003 |